# Conversor CC/CC
Em engenharia elétrica, um conversor CC/CC (ou DC/DC) é um circuito electrónico que converte uma tensão ou corrente contínua que tem uma determinada amplitude, em outra tensão ou corrente contínua com outra amplitude diferente.

## Métodos de conversão

### Linear

Um divisor de tensão simples

Um método simples de conversão de uma tensão contínua em outra é conhecida como divisor de tensão. Esta técnica utiliza resistores em série com a fonte de alimentação fornecendo uma tensão baixa. No entanto, este método possui sérias desvantagens:
- Não promove a regulação de tensão
- Requere conhecimento da resistência da carga utilizada
- Eficiência muito baixa, o que leva também ao excesso de dissipação de potência
- Impossibilidade de gerar tensões mais elevadas que fonte de alimentação
- Impossibilidade de gerar tensões negativas, exceto se o ponto terra for definido por um nó na rede de resistores

Qualquer tipo de regulador de tensão resolve os primeiros dois problemas, entretanto reguladores lineares ainda possuem os três últimos problemas.

### Conversores chaveados ou estáticos
Conversores estáticos são conversores eletrônicos de tensão. Estes circuitos, muito similares a uma fonte chaveada (na verdade fazem parte dela), geralmente realizam a conversão aplicando tensão contínua pulsada em um indutor ou transformador com determinada frequência/período (usualmente na faixa de 100 kHz a 5 MHz ) que faz com que o fluxo de corrente gere energia magnética armazenada, que é então aproveitada em uma saída. Ajustando-se o ciclo de trabalho, a tensão na saída pode ser alterada, ou preferencialmente, mantida estável, através de um controle adequado (realimentação), mesmo que ocorram alterações de carga e corrente. Este método de conversão é mais eficiente (geralmente 80% a 95%) do que conversores lineares. Uma desvantagem de conversores chaveados é o ruído eletrônico gerado a altas frequências, que muitas vezes precisam ser filtrados.
As principais topologias de conversores estáticos CC para CC são:
- Buck
- Boost
- Buck-boost
- Forward
- Flyback
- Push-pull
- Meia ponte
- Full bridge
- Ćuk
- SEPIC
- Zeta

A tensão indicada na saída do conversor Cuk está invertida se analisado o esquema.
Conversores Estáticos CC/CC destinam-se a condicionar um nível de tensão e corrente contínuo a outro nível de tensão e corrente contínuo, obedecendo as leis de conservação de energia (idealmente a energia média transferida não sofre alteração). Como não se pode utilizar de transformadores para níveis CC, pois não haveria variação de fluxo magnético neste caso, o circuito necessita do uso de interruptores controlados, transistores, (MOSFETs, IGBTs, BJTs, GTOs), etc trabalhando em alta freqüência de comutação. Também faz uso de interruptores não controlados (diodos) além de componentes passivos como indutores e capacitores.
As topologias básicas não isoladas são Buck (abaixador de tensão) e Boost (elevador de tensão). As demais topologias não isoladas são Buck-Boost, Cúk, Zeta e SEPIC e são derivadas da associação das duas topologias básicas. Existem topologias isoladas (com o uso de um transformador para alta freqüência) e não isoladas. As principais topologias isoladas são o Forward (buck isolado), Flyback (Buck-boost isolado), Push-Pull, Half-Bridge (Meia Ponte) e o Full-Bridge (Ponte Completa).
Para o conversor Buck operando em condução contínua, o ganho estático é:
Vo/Vi=D
Para o conversor Boost operando em condução contínua, seu ganho estático é:
Vo/Vi=1/(1-D)
Para as demais topologias não isoladas operando em condução contínua, o ganho estático é:
Vo/Vi=-D/(1-D)
onde:
D=tc/T
tc: tempo de condução do interruptor
T: período de chaveamento
Vo: Tensão da fonte de saída (carga)
Vi: Tensão da fonte de entrada (alimentação)